# Mary Wayte
Mary Alice Wayte (Mercer Island, 25 marzo 1965) è un'ex nuotatrice statunitense.
Specializzata nello stile libero ha vinto due medaglie d'oro ai Giochi olimpici di Los Angeles 1984 e un argento e un bronzo ai Giochi olimpici di Seoul 1988.
Nel 2000 è diventata una dei Membri dell'International Swimming Hall of Fame.

## Palmarès
- Giochi olimpici

Los Angeles 1984: oro nei 200 m sl e nella staffetta 4x100 m sl.
Seoul 1988: argento nella staffetta 4x100 m mx e bronzo nella staffetta 4x100 m sl.
- Giochi PanPacifici

1985 - Tokyo: oro nella staffetta 4x200 m sl e argento nei 200 m sl.
- Giochi panamericani

1983 - Caracas: oro nella staffetta 4x100 m sl e argento nei 200 m sl.